# Cân bằng đá

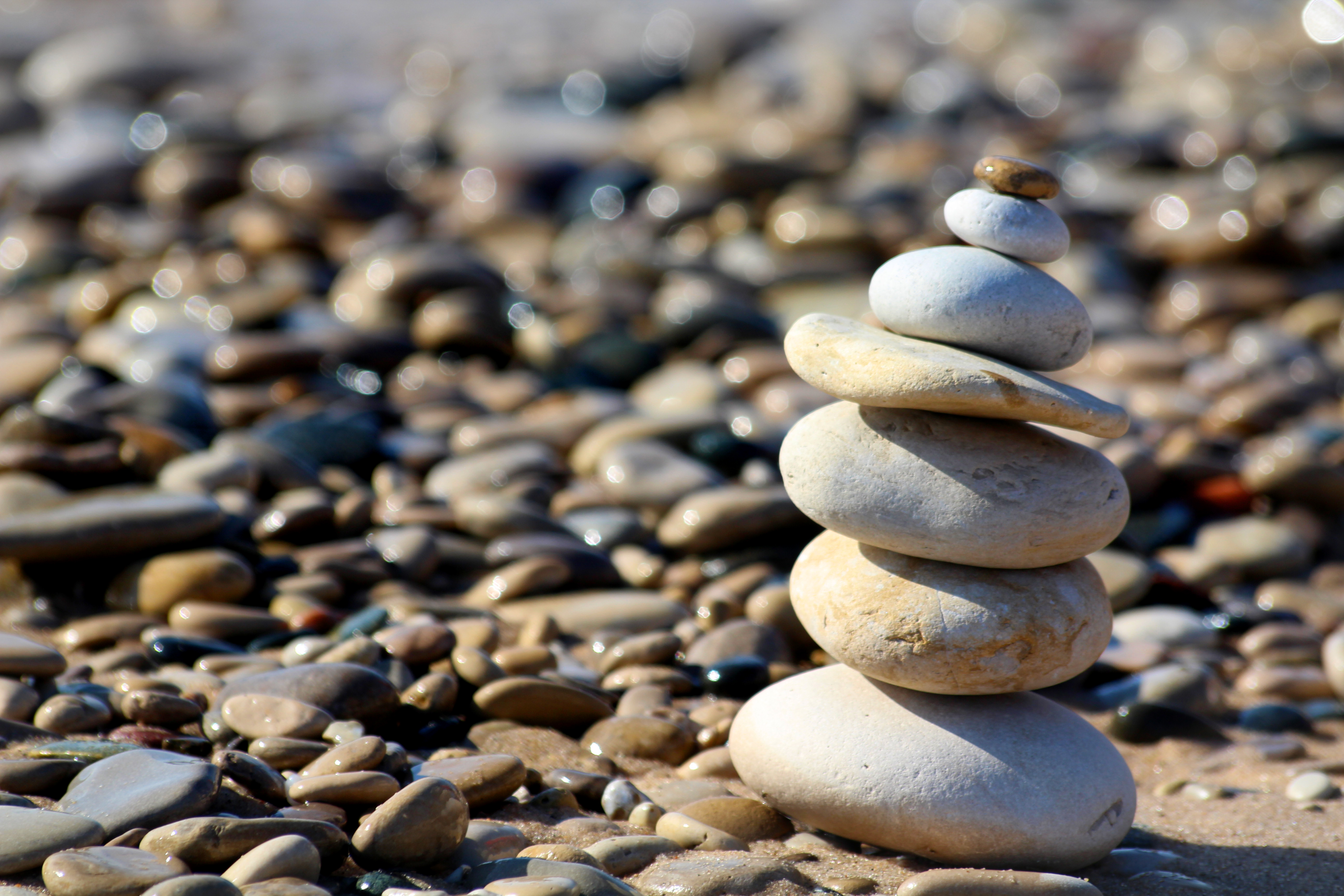
Một chồng đá được xây dựng từ kỹ thuật cân bằng đá

Cân bằng đá (tiếng Anh: rock balancing hay stone balancing) là một nghệ thuật sử dụng các hòn đá có hình thái, cấu trúc, thuộc tính khác nhau để vun đắp thành chồng, cột, vòm mà không cần sử dụng các chất kết dính, dây hay dụng cụ để duy trì cấu trúc đó.

## Tổng quan
Cân bằng đá đã xuất hiện từ thời cổ. Ngày xưa, ở nhiều vùng ở châu Âu, người ta xếp các vụn đá thành cột đá cao và bền vững gọi là mộ đá (cairn) với vai trò như một chỉ dẫn, "bảng hiệu" các con đường mòn. Ở một số nền văn hóa, người ta xây dựng nên những cột đá bên bờ sông, bờ suối, bãi biển nhằm ước nguyện một điều gì đấy.

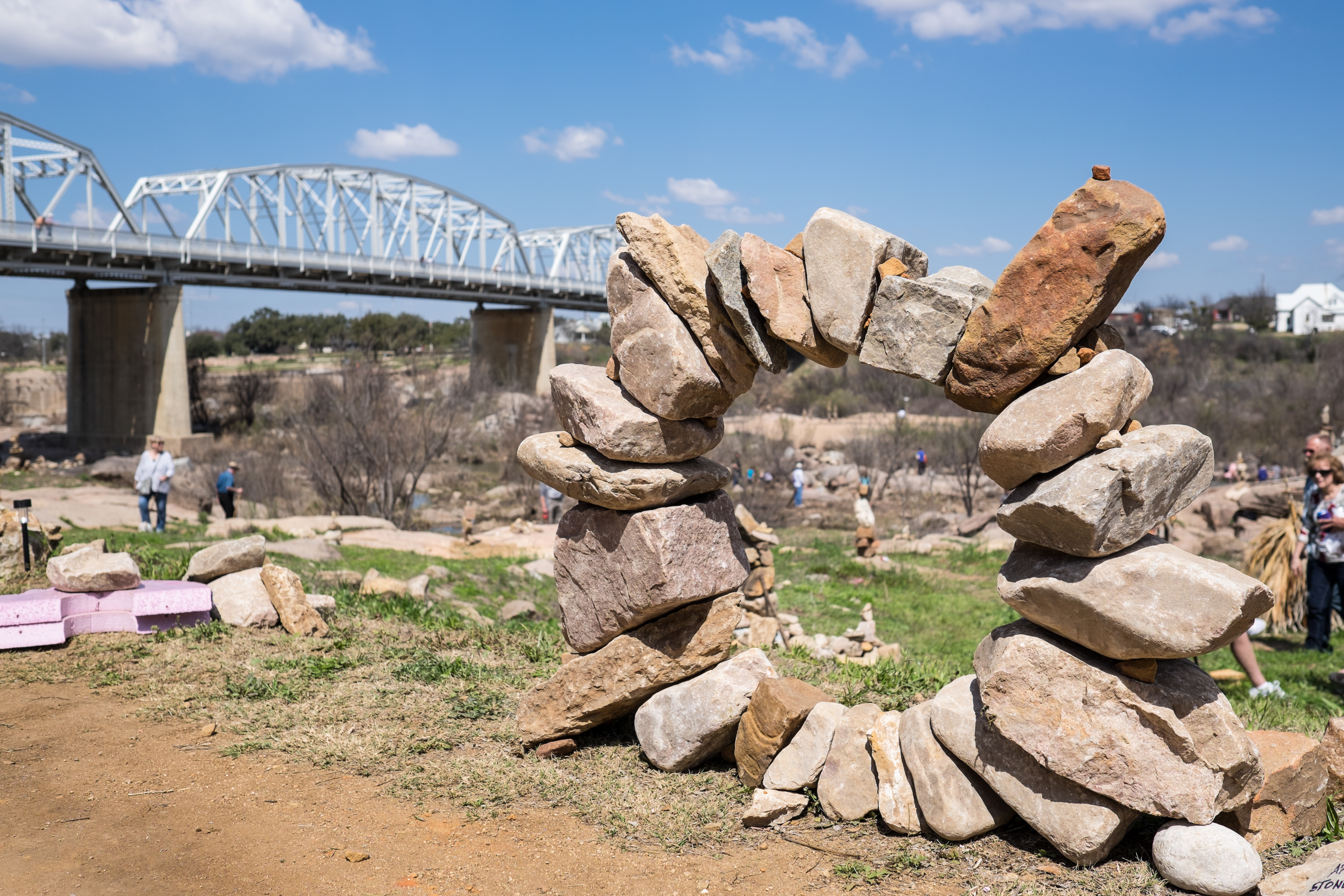
Một tác phẩm nghệ thuật cân bằng đá ở cuộc thi Rock Stacking World Championship (năm 2014) ở Llano, Texas.

Nhiều người xem cân bằng đá là một môn nghệ thuật trình diễn. Một số người xem hoạt động này như một phương pháp thiền (meditation) hay một phương pháp yoga do bộ môn này yêu cầu nghệ nhân phải tĩnh tâm, tập trung tinh thần cao độ để xếp các đá thành cột. Nó rèn luyện tính kiên nhẫn, sự khéo léo và gọt mài tâm hồn trở nên nhạy cảm, giao thoa với sự vật xung quanh và đồng điệu với thiên nhiên. Đôi khi, cân bằng đá được nhiều nghệ sĩ xem là một loại kỹ năng của quá trình nhận thức, giải quyết vấn đề. Tuy nhiên, tùy theo thế giới quan, quan niệm mỗi người khác nhau mà sự sắp xếp chỉ mang tính tương đối.
Một hoặc nhiều người nghệ sĩ xếp đá (stone balancer) có thể xây dựng nên cột đá miễn phí cho công chúng hoặc được trả tiền bởi người xem. Đôi khi, họ cũng xếp chồng đá ở bờ suối, nơi xa xôi một mình như một sở thích cá nhân, phương pháp giải trí, nghệ thuật tự do mà không phải do yêu cầu từ khán giả. Ngày nay, nhiều nghệ sĩ có thể so tài bàn tay khéo léo của mình trong nghệ thuật cân bằng đá thông qua Giải Xếp chồng Đá châu Âu (European Stone Stacking Championships) được tổ chức hàng năm. Ngoài ra còn có giải mang tầm cỡ toàn cầu như cuộc thi "Rock Stacking World Championship", trong lễ hội thường niên Llano Earth Art Festival được tổ chức ở bờ sông Llano ở tiểu bang Texas, Hoa Kỳ.

## Phân loại phong cách

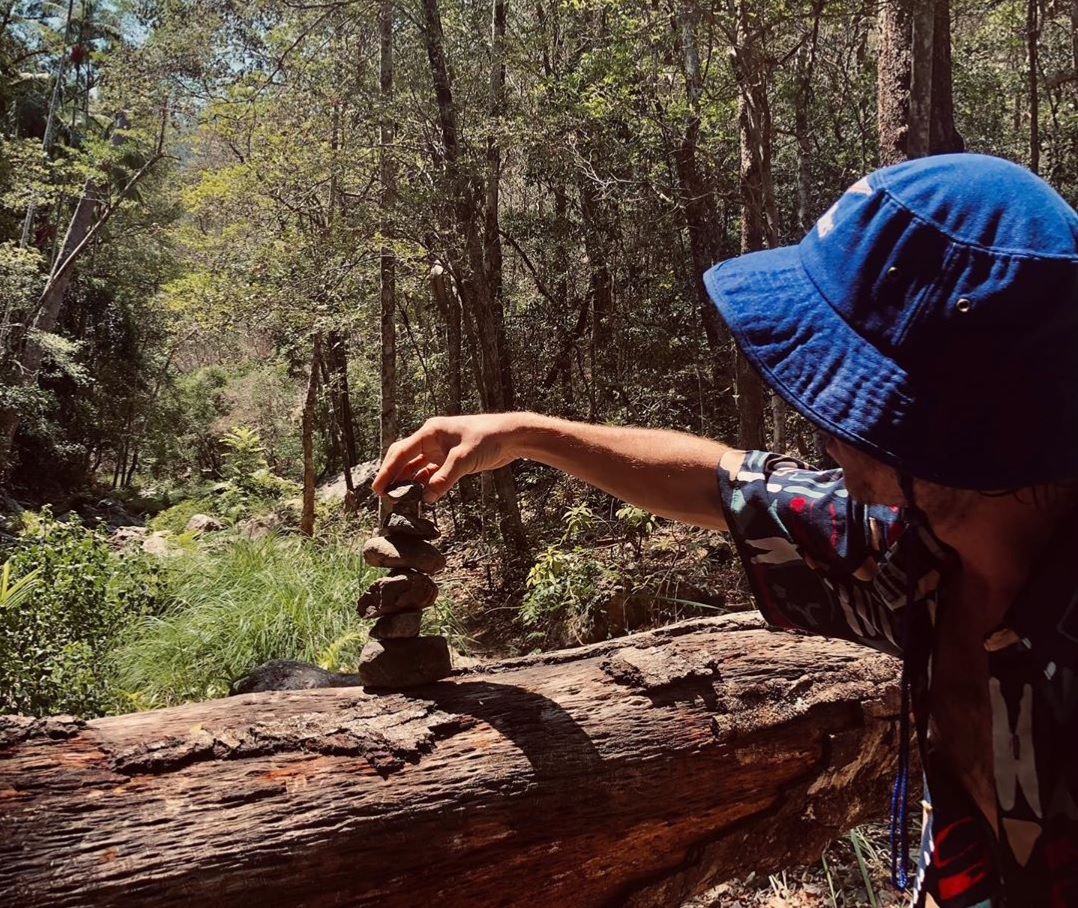
Nghệ nhân đang xếp chồng đá

Cân bằng đá có nhiều phong cách khác nhau, trong đó phải kể đến những nghệ thuật dưới đây:
- Rock stacking đá được đặt nằm ngang lên nhau để xếp thành chồng đá cao.
- Classic balance (Dạng cổ điển)
- Counterbalance: đá ở phía dưới phụ thuộc vào sức nặng của đá phía trên để duy trì sự cân bằng.
- Arch (Dạng vòng cung) là đá được xếp thành dạng vòng cung gần giống như cấu trúc cầu đá cổ đại.
- Free style (Thể tự do) là tổ hợp của hai hay nhiều dạng phía trên.

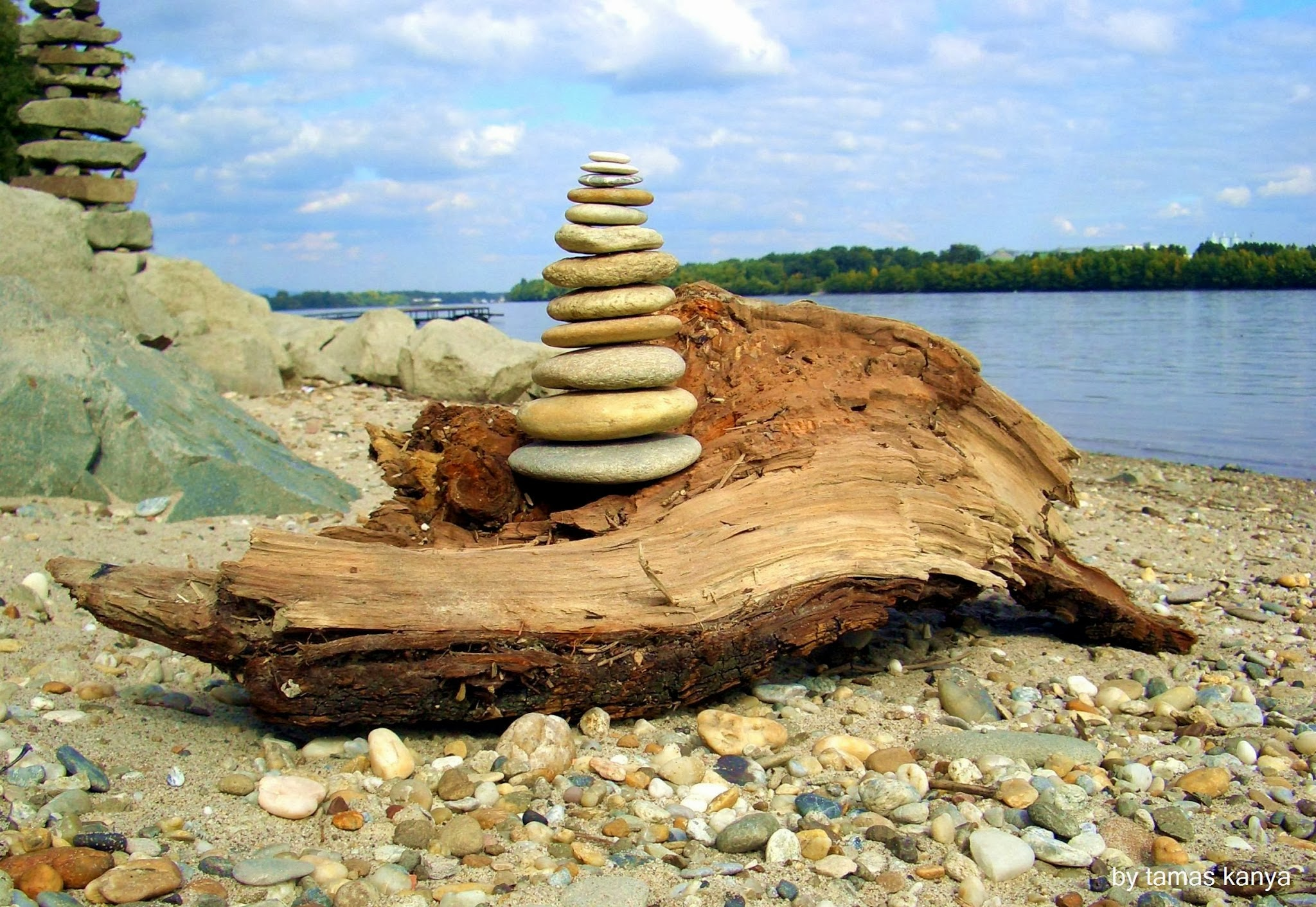
Dạng rock stacking
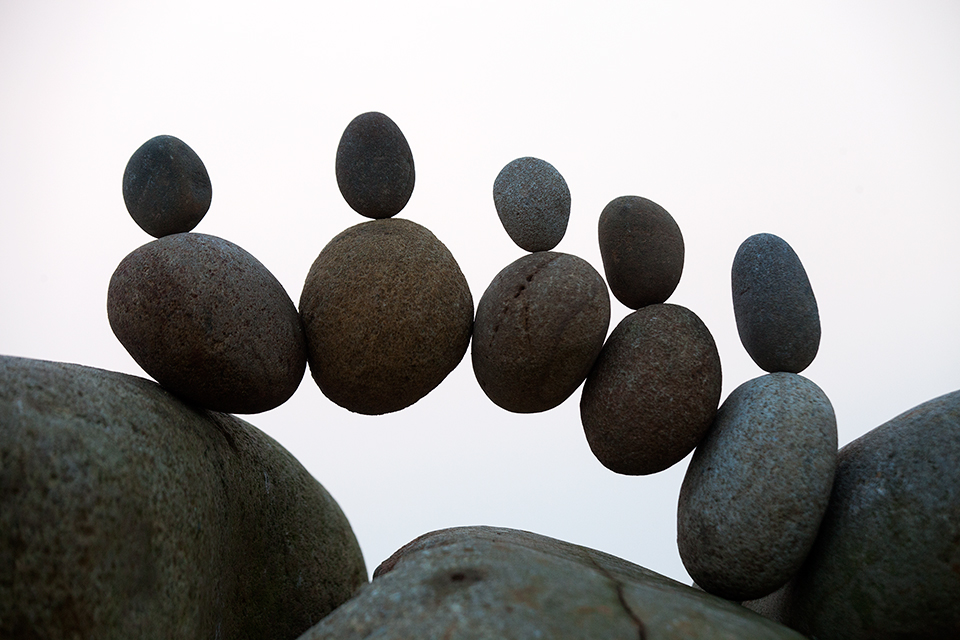
Dạng tự do kết hợp Arch balancing và Classic balancing
Dạng counterbalancing
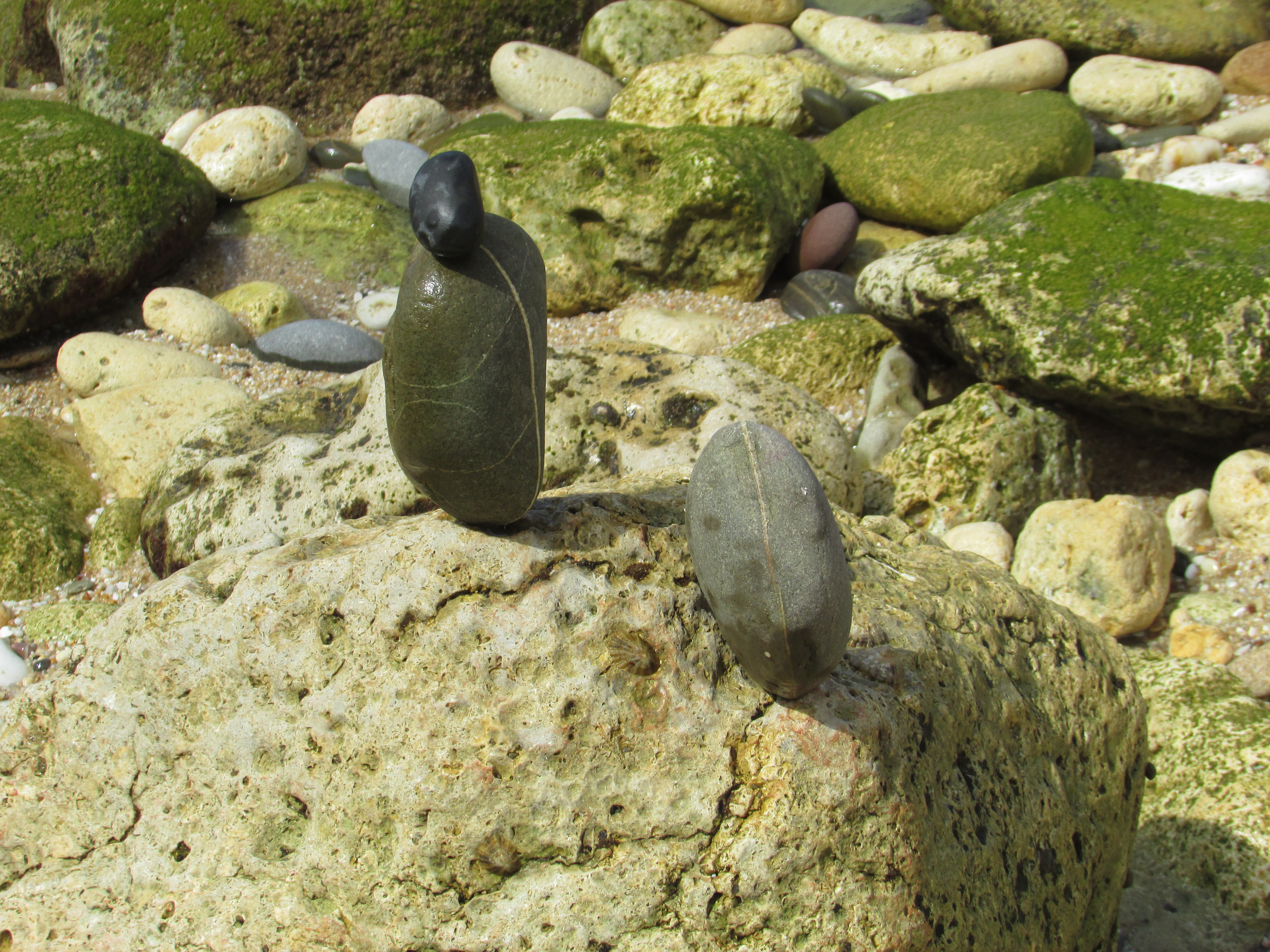
Dạng Classic balancing

## Hình ảnh

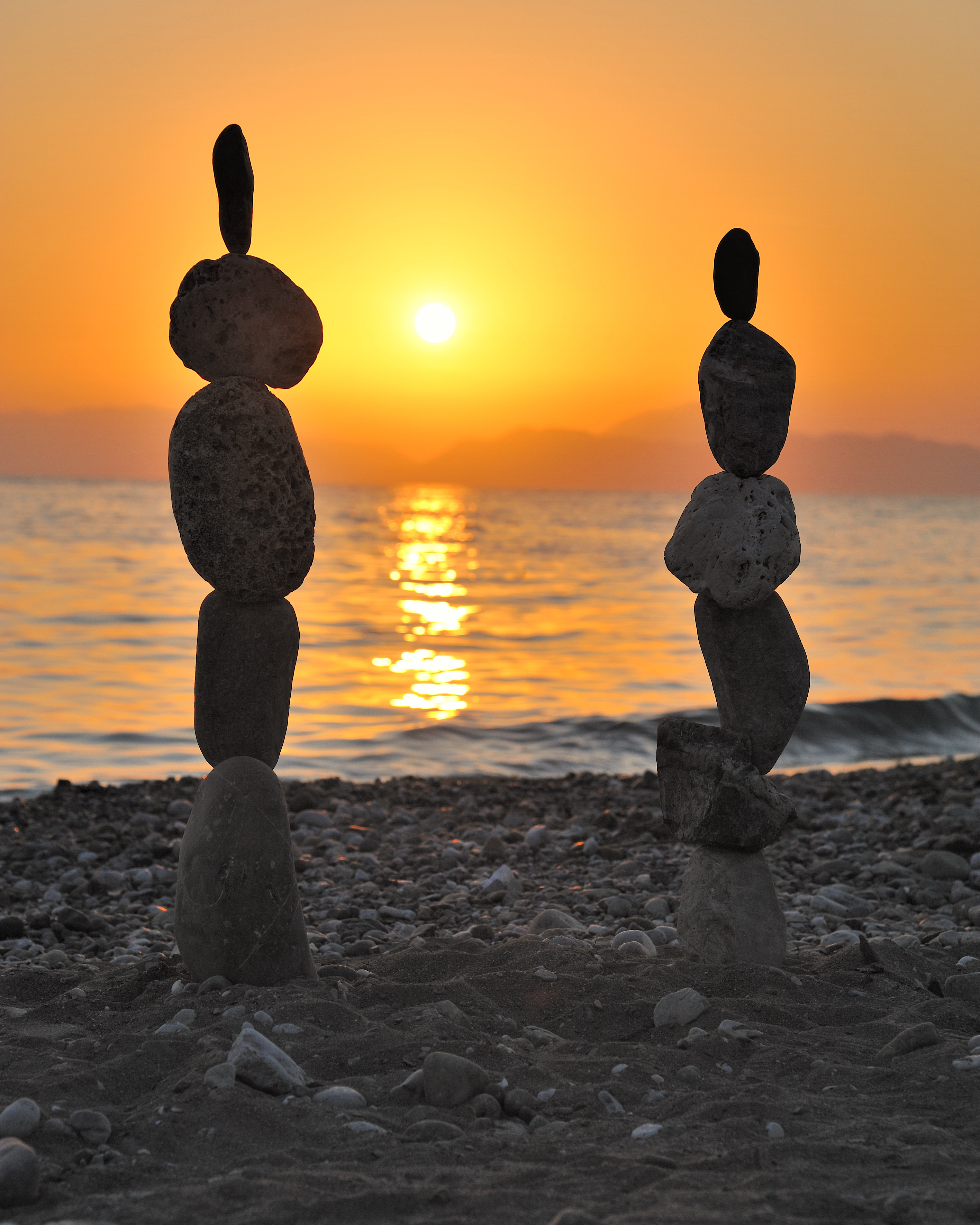
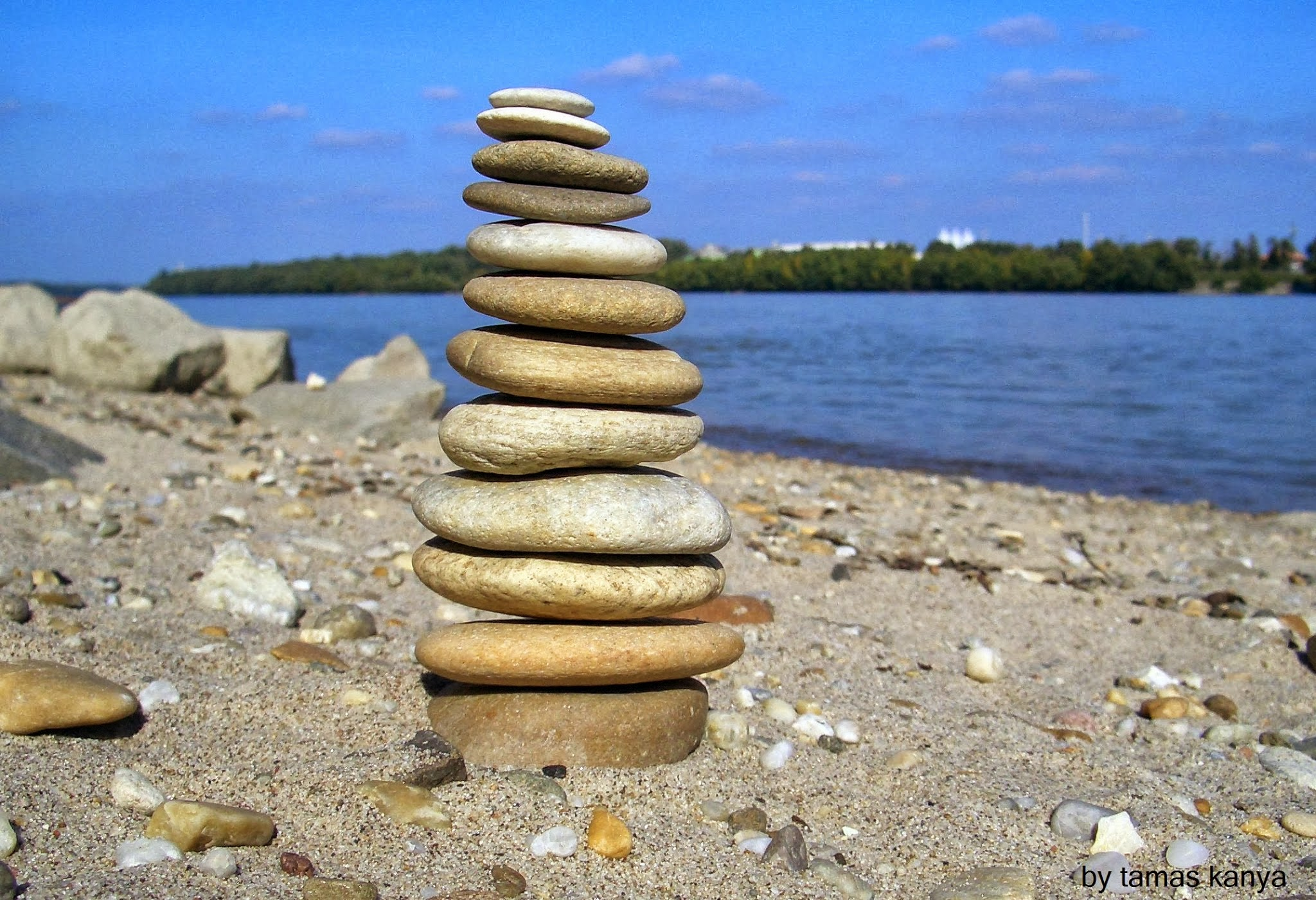
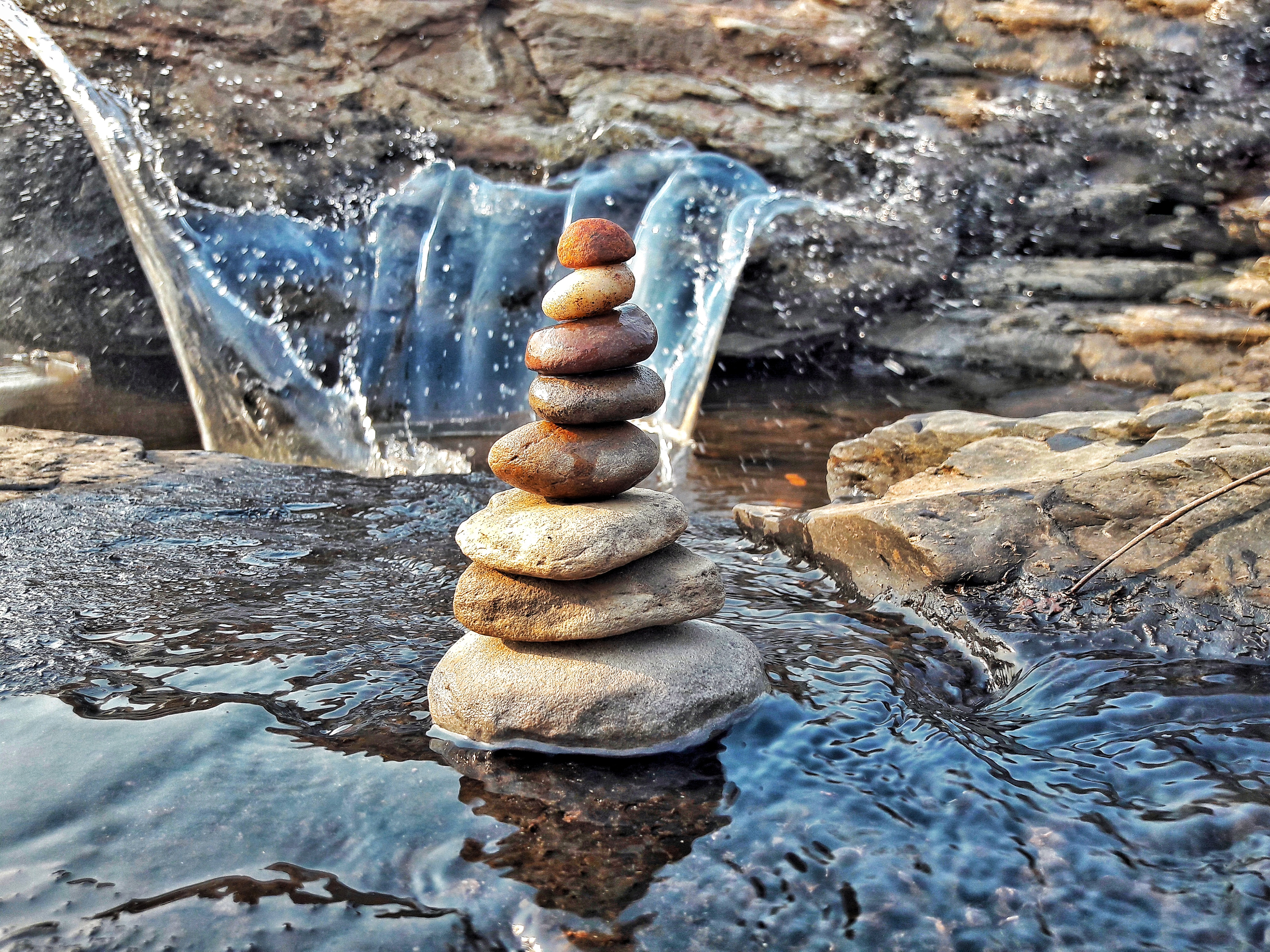
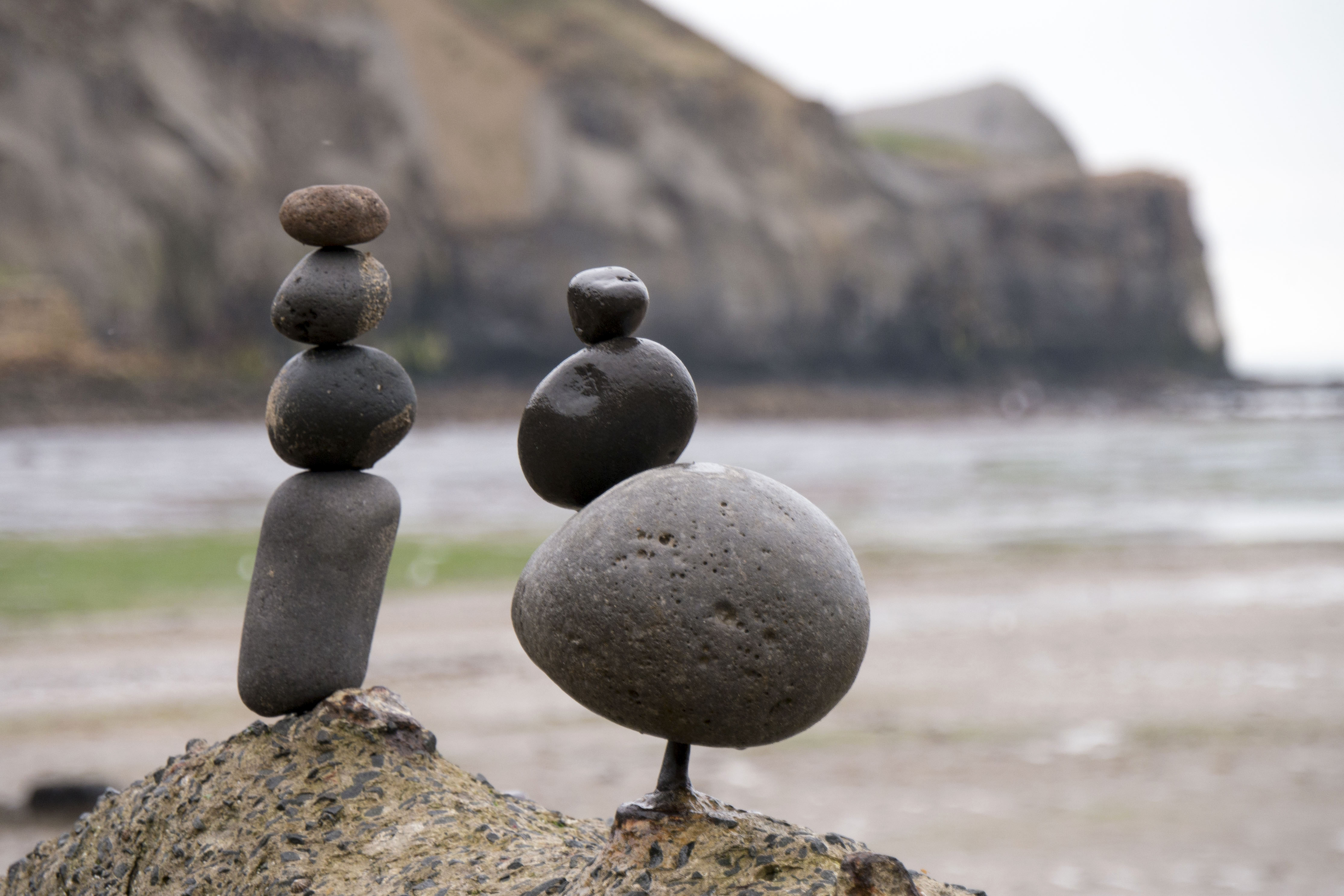
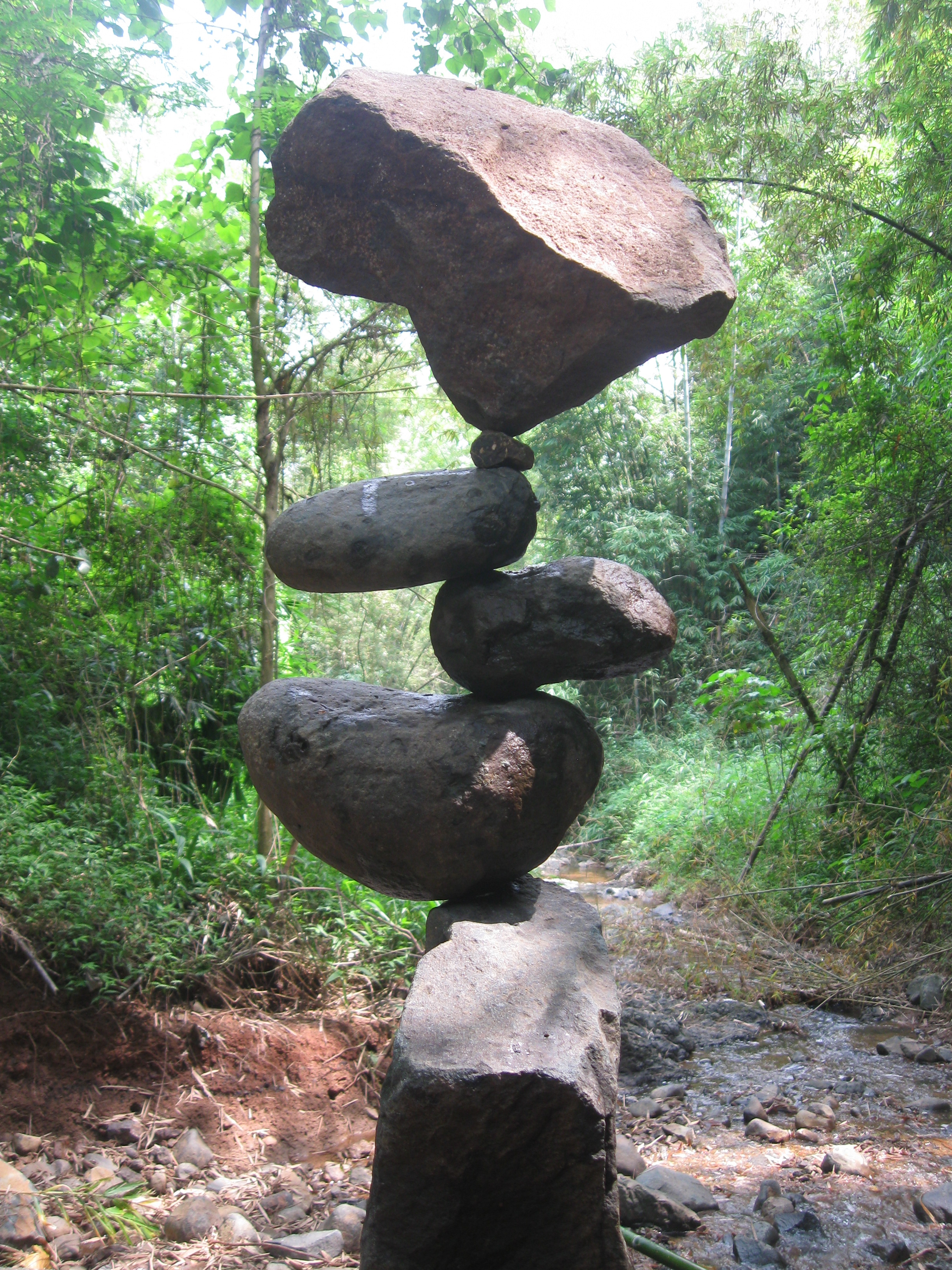
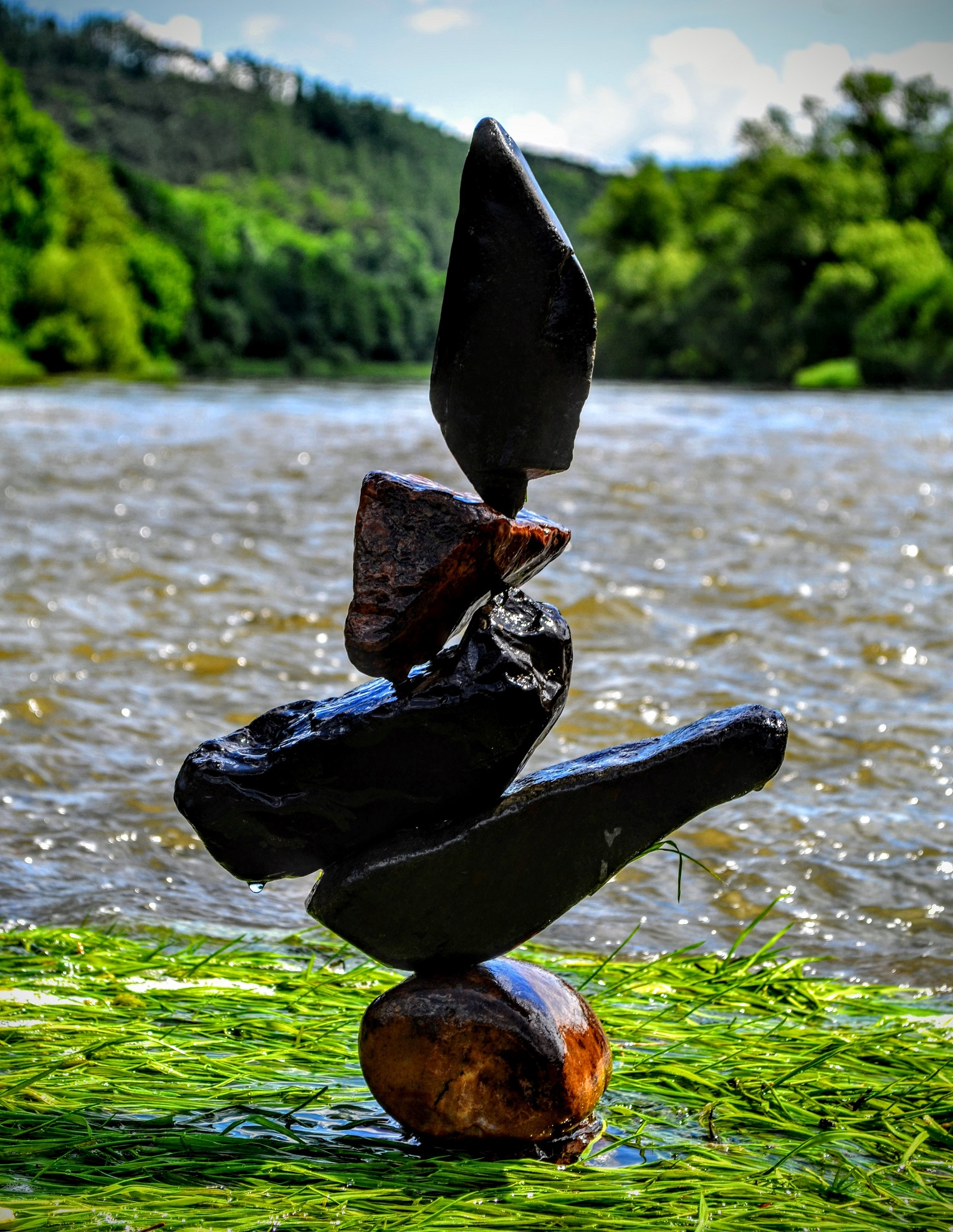
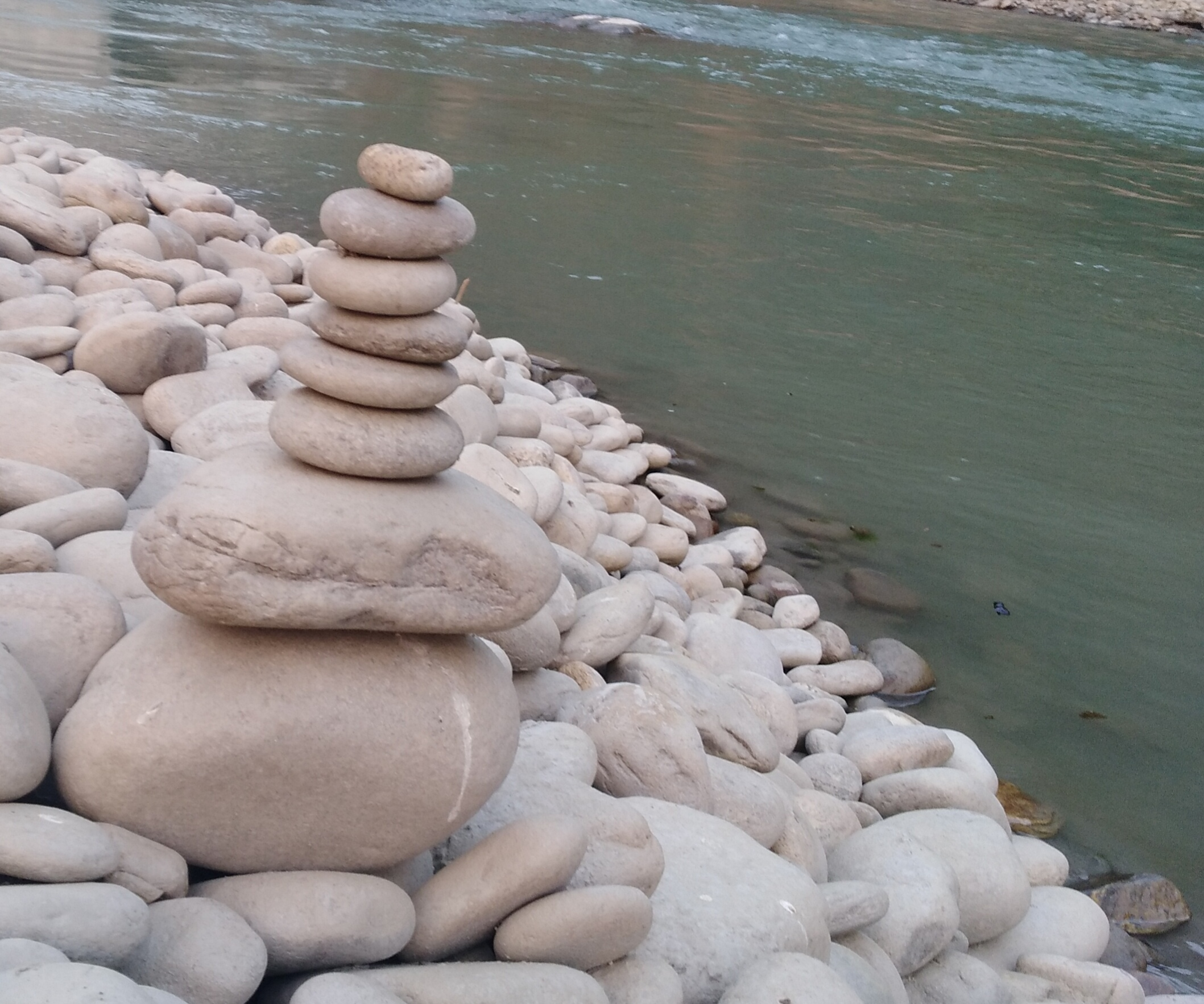
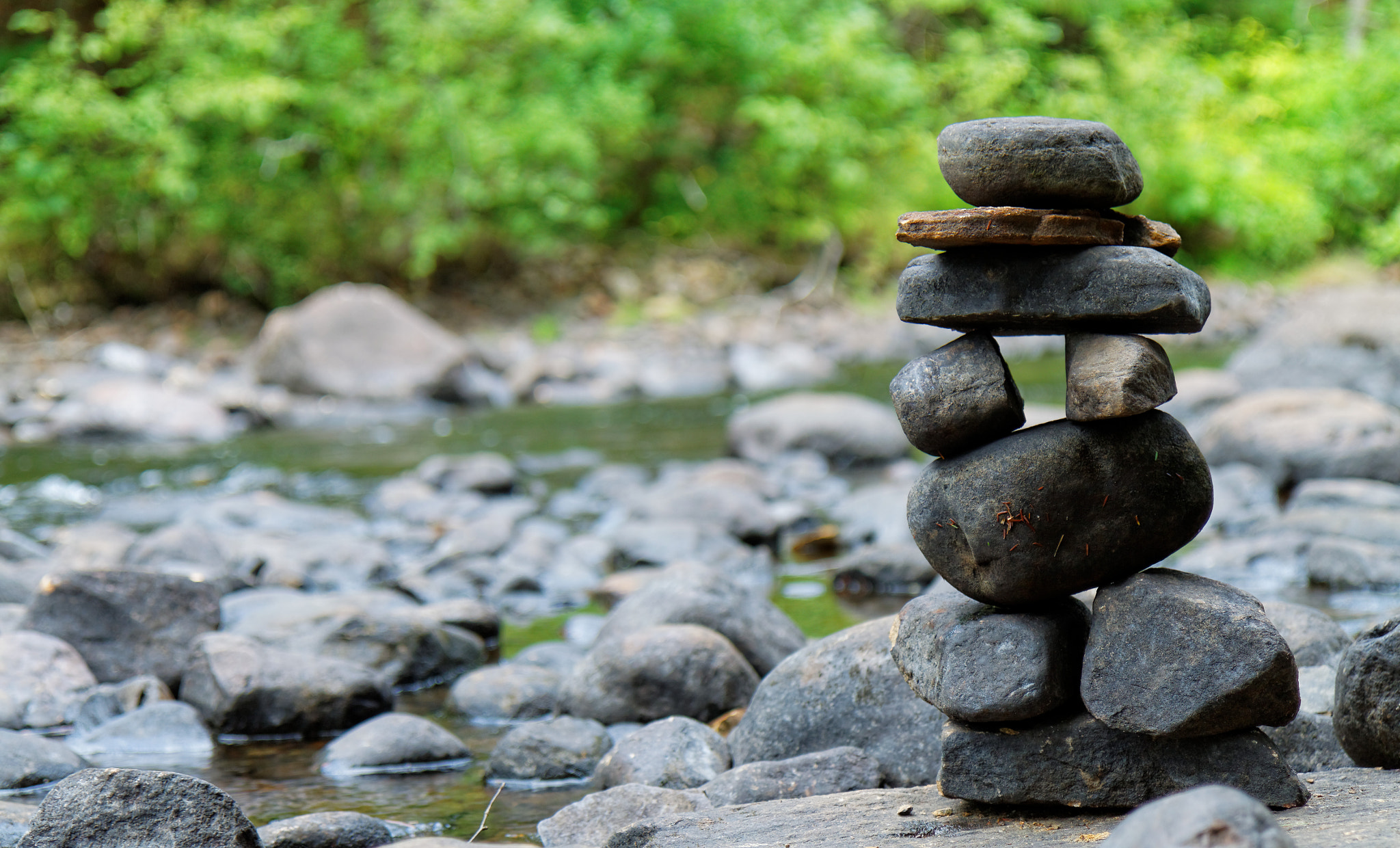
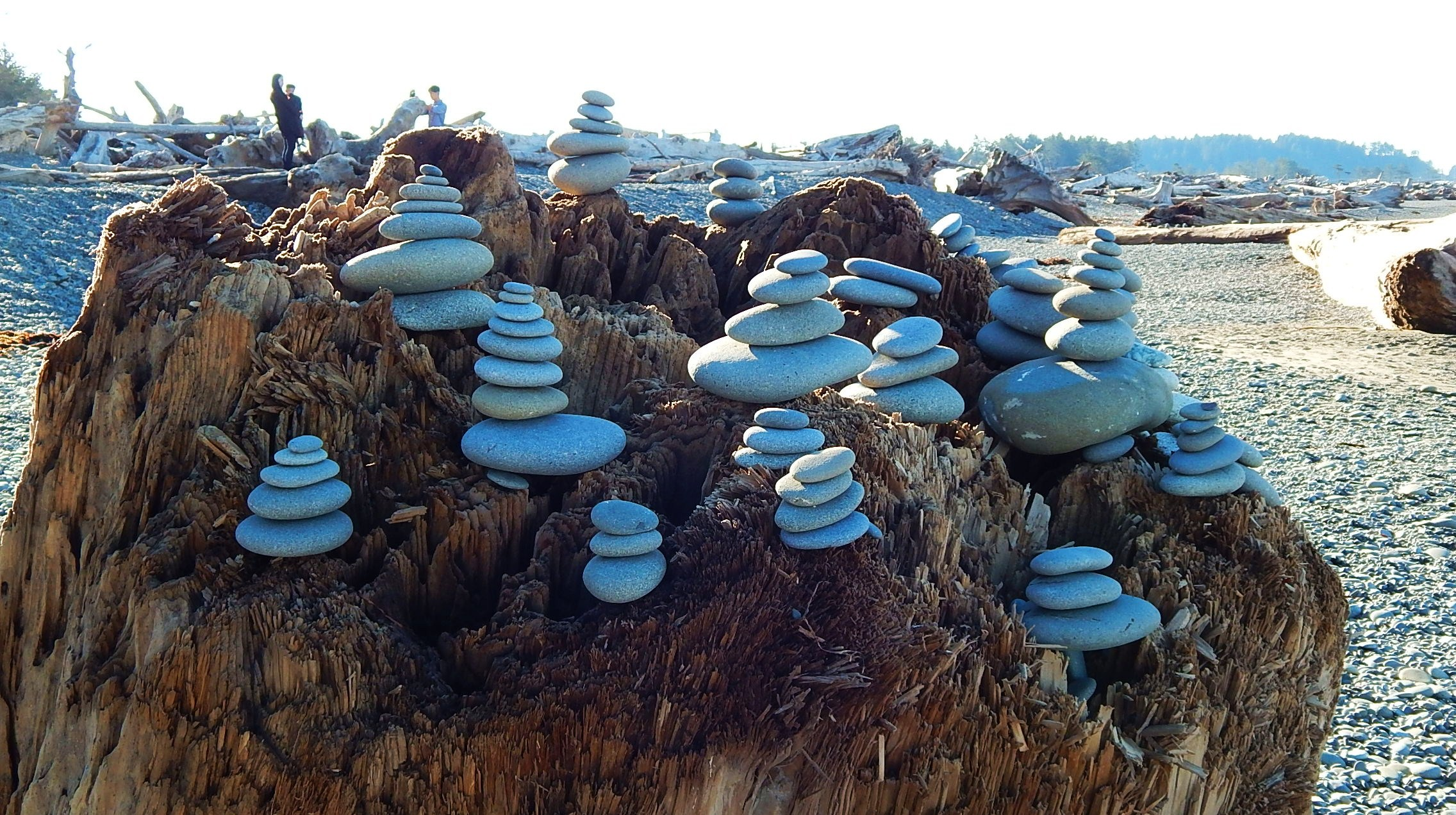
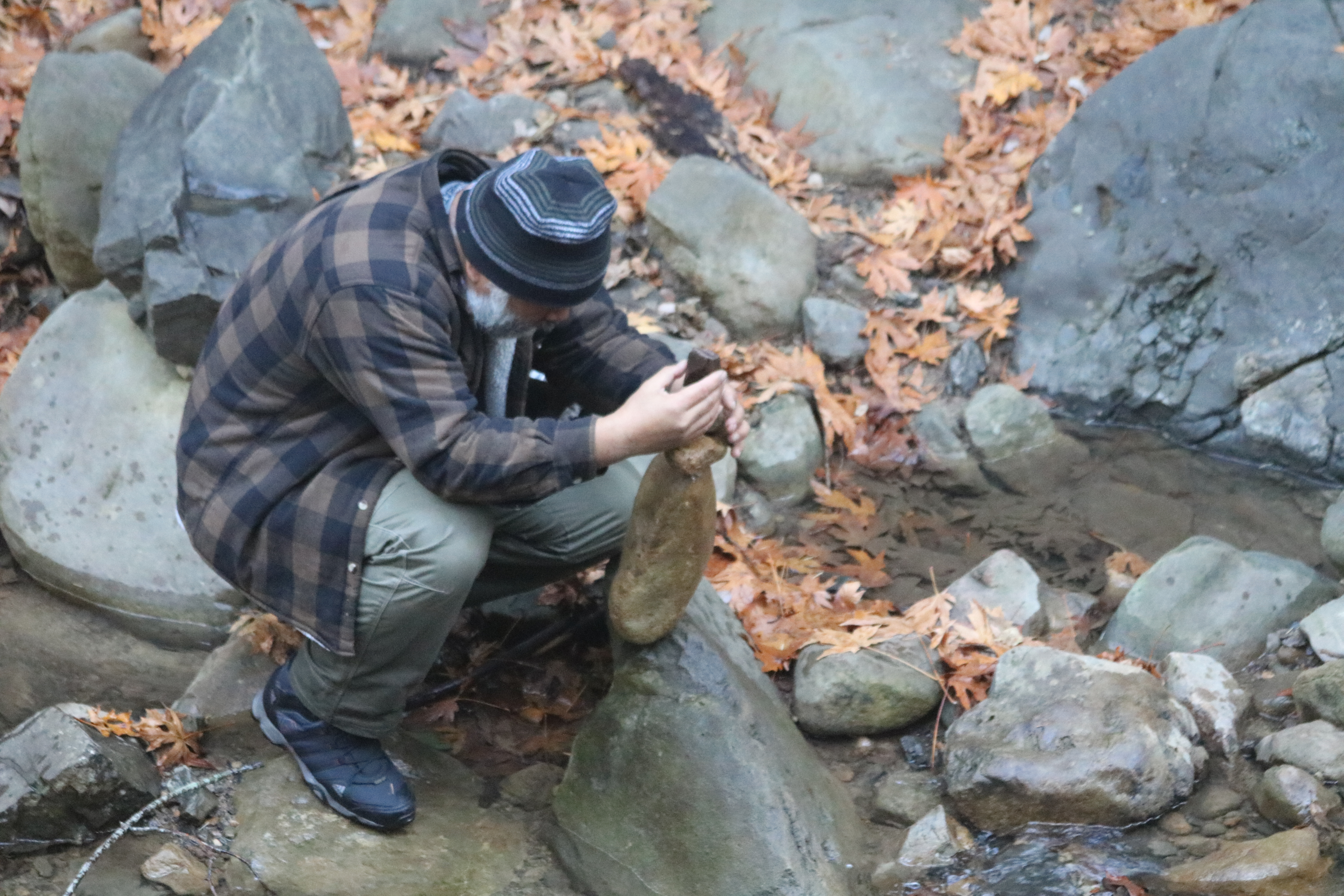
Nghệ nhân đang thực hiện quá trình cân bằng đá
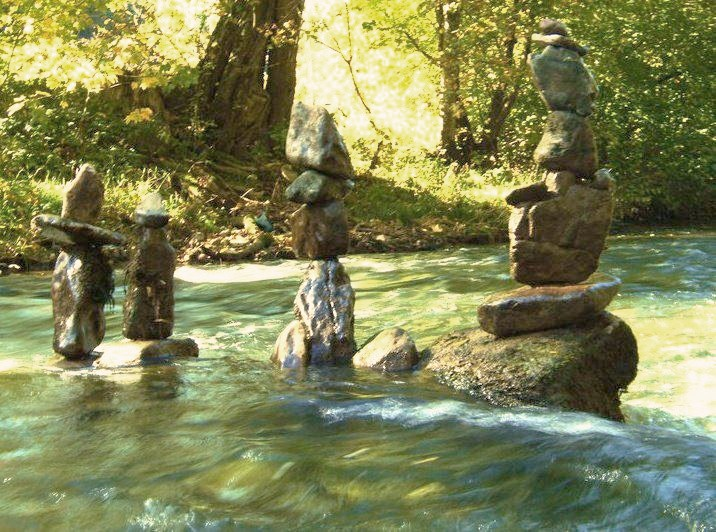
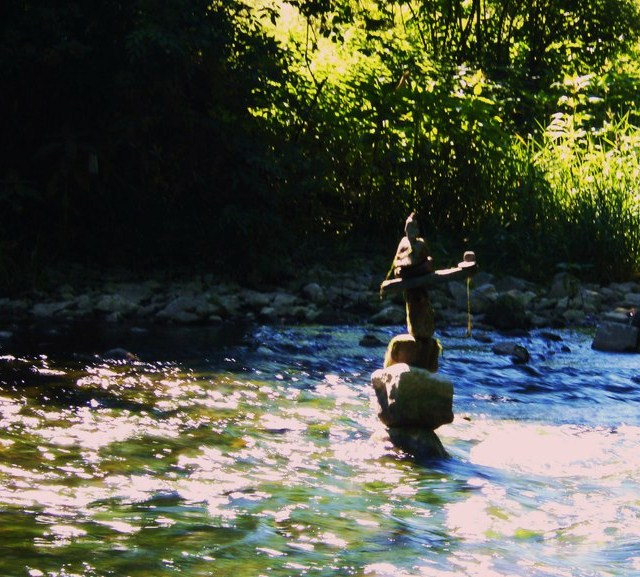